# Red Entertainment
Red Entertainment Corporation（日语： Kabushiki-gaisha Reddo Entateinmento）是日本一家电子游戏开发商。1976年成立时名为Red Company（Reddo Kanpanī）（1985年才开始营业），2000年12月4日以Red Entertainment为公司名称重组。上世纪80年代中期，Red Company成为上市公司。该公司第一次使用Red Entertainment商标是在2002年7月17日发行的《Gungrave》上。

## 主要游戏作品
- 《樱花大战》系列
- 《天外魔境系列》

### NEC平台

#### PC-Engine
- 《Gate of Thunder》
- 《Lords of Thunder》
- PC原人系列
- 銀河大小姐傳說系列（日语：銀河お嬢様伝説ユナ）
- 天外魔境系列
- 哆啦A夢 迷宮大作戰（日语：ドラえもん 迷宮大作戦）

### 任天堂平台

#### FC
- 哆啦A夢 巨尊比的反擊（日语：ドラえもん ギガゾンビの逆襲）

#### Super Nintendo Entertainment System
- 《超魔法大陸WOZZ》（Chou Mahou Tairiku WOZZ）
- 《Hagane: The Final Conflict》
- 《Kabuki Rocks》
- 《超魔界大戰》（The Twisted Tales of Spike McFang）
- 《天外魔境ZERO》
- 《Super Bonk》

#### Nintendo GameCube
- 《天外魔境II 万字丸》（重制）
- 《DreamMix TV World Fighters》 （发行商）

#### Wii
- 《Go! Go! Minon》
- 《櫻花大戰V ～再見，吾愛～》

#### Nintendo DS
- 《Project Hacker》
- 《天外魔境II 万字丸》（重制）
- 《Tsunde Tsumi Kiss》
- 《Fossil Fighters》
- 《Nostalgia》
- 《Fossil Fighters: Champions》

### 索尼平台

#### PlayStation
- 《銀河大小姐傳說3：Final Edition》
- 《Mitsumete Knight》
- 《Thousand Arms》

#### PlayStation 2
- 《Blood Will Tell》
- 《Bujingai》
- 《銃墓》
- 《Gungrave: Overdose》（发行）
- 《機動新撰組 萌之劍》
- 《Trigun: The Planet Gunsmoke》
- 《天外魔境II 万字丸》（重制）
- 《DreamMix TV World Fighters》（发行）
- 《Kita e: Diamond Dust + Kiss is Beginning》
- 《櫻花大戰V ～再見，吾愛～》
- 《Scared Rider Xechs》
- 《新選組群狼傳》
- 《多羅羅》

#### PlayStation Portable
- 《天外魔境 第四之默示錄》（重制）

#### PlayStation 3
- 《亞迦雷斯特戰記》
- 《亞迦雷斯特戰記ZERO》
- 《亞迦雷斯特戰記2》

### 微软平台

#### Xbox
- 《N.U.D.E.@ Natural Ultimate Digital Experiment》

#### Xbox 360
- 《亞迦雷斯特戰記》
- 《亞迦雷斯特戰記ZERO》

### 世嘉平台

#### Mega-CD
- 《Lords of Thunder》

#### Sega 32X
- 《Tempo》

#### Sega Game Gear
- 《Tempo Jr.》

#### Sega Saturn
- 《銀河大小姐傳說3》
- 《櫻花大戰》
- 《櫻花大戰2 ～願君平安～》
- 《Super Tempo》
- 《天外魔境 第四之默示錄》

#### Dreamcast
- 《櫻花大戰3 ～巴里在燃燒嗎～》
- 《櫻花大戰4》

### PC
- 《櫻花大戰 ～太正浪漫學園譚～》（网页游戏）

## 动画作品
- 魔神英雄傳
- 至尊勇者
- 魔動王
- 魔彈戰記龍劍道

## 其他作品
除了游戏，Red Entertainment也有出品其他类型的产品。
- 《火魅子傳》
- 《朱羅姬Trinity》